# Кремидовка
Кремидовка (укр. Кремидівка) — село, относится к Одесскому району Одесской области Украины.
Население по переписи 2024 года составляло 2500 человека. Почтовый индекс — 67540. Телефонный код — 4855. Занимает площадь 0,94 км². Код КОАТУУ — 5122783001.
Кремидовка — село, центр сельского совета. Расположена в 18 км от районного центра. На территории села — железнодорожная станция Кремидовка на линии Одесса — Помощная. Дворов — 656, населения — 1966 человек. Сельсовету подчинены села Благодатное, Благоево, Новое и поселок Степовое.
В Кремидовке находится центральная усадьба колхоза им. Дзержинского, за которым закреплено 4626 га сельскохозяйственных угодий, в том числе 3464 га пахотной земли. Хозяйство с 1961 года специализируется на откорме крупного рогатого скота. Подсобное предприятие — мастерская по ремонту тракторов. В селе работают районное объединение «Сельхозтехники» и хлебоприемный пункт. За трудовые успехи 31 человек награждён орденами и медалями СССР. Ордена Ленина в 1970 году удостоен А. А. Щеголев — начальник механизированного отряда по выращиванию озимой пшеницы, ордена Октябрьской Революции — бригадир колхоза И. Ф. Каспер. В 1969 году главному инженеру районного объединения «Сельхозтехники» Н. А. Жуматию присвоено звание заслуженного механизатора УССР, в 1970 году он награждён орденом Октябрьской Революции.
В средней школе 30 учителей обучают 475 учащихся. Есть дом культуры с залом на 250 мест. За 1966—1977 гг. построены 237 жилых домов.
В первых числах апреля 1919 года в Кремидовке проходили ожесточенные бои советских войск с англо-французскими интервентами. Большую помощь регулярным частям Красной Армии оказывал Тилигуло-Березаньский партизанский отряд.
В марте 1938 со станция Кремидовка было репрессировано 798 людей за «антисоветскую деятельность
Во время Второй Мировой войны жители села сражались с немецкими войсками и были награждены орденами и медалями СССР. Погибли в боях против гитлеровцев 62 человека.

## Местный совет
67540, Одесская обл., Лиманский р-н, с. Кремидовка, ул. Грушевского, 56